# 图尔美术馆
图尔美术馆（法语：Musée des beaux-arts de Tours）设于原总主教宫，靠近图尔主教座堂，建于1910年。1983年6月27日列为法国历史古迹。
图尔美术馆拥有丰富多样的馆藏，其中包括意大利文艺复兴早期画家安德烈亚·曼特尼亚（Andrea Mantegna）的维罗纳圣柴诺圣殿祭坛画（San Zeno Altarpiece）中的两幅画作，以及 塞巴斯蒂亚诺·孔卡等后世意大利画家的作品。
- 19世纪以前法国绘画，包括亚森特·里戈、弗朗索瓦·布歇、让·奥古斯特·多米尼克·安格尔、泰奥多尔·夏塞里奥、欧仁·德拉克罗瓦、埃德加·德加和克洛德·莫奈的作品。
- 佛兰芒和荷兰绘画，如彼得·保罗·鲁本斯、伦勃朗的作品。
- 现代绘画，如莫里斯·丹尼斯的作品。
- 让-安东尼·乌敦、奥古斯特·罗丹、賈克梅蒂的雕塑。

该美术馆拥有超过12,000件作品，但只有1,000件作品向公众展示。该馆有一个房间专门展出15和16世纪的图尔艺术。
在院子里，有一棵高大的黎巴嫩雪松和一只在1902年6月10日因发狂被杀死的大象。

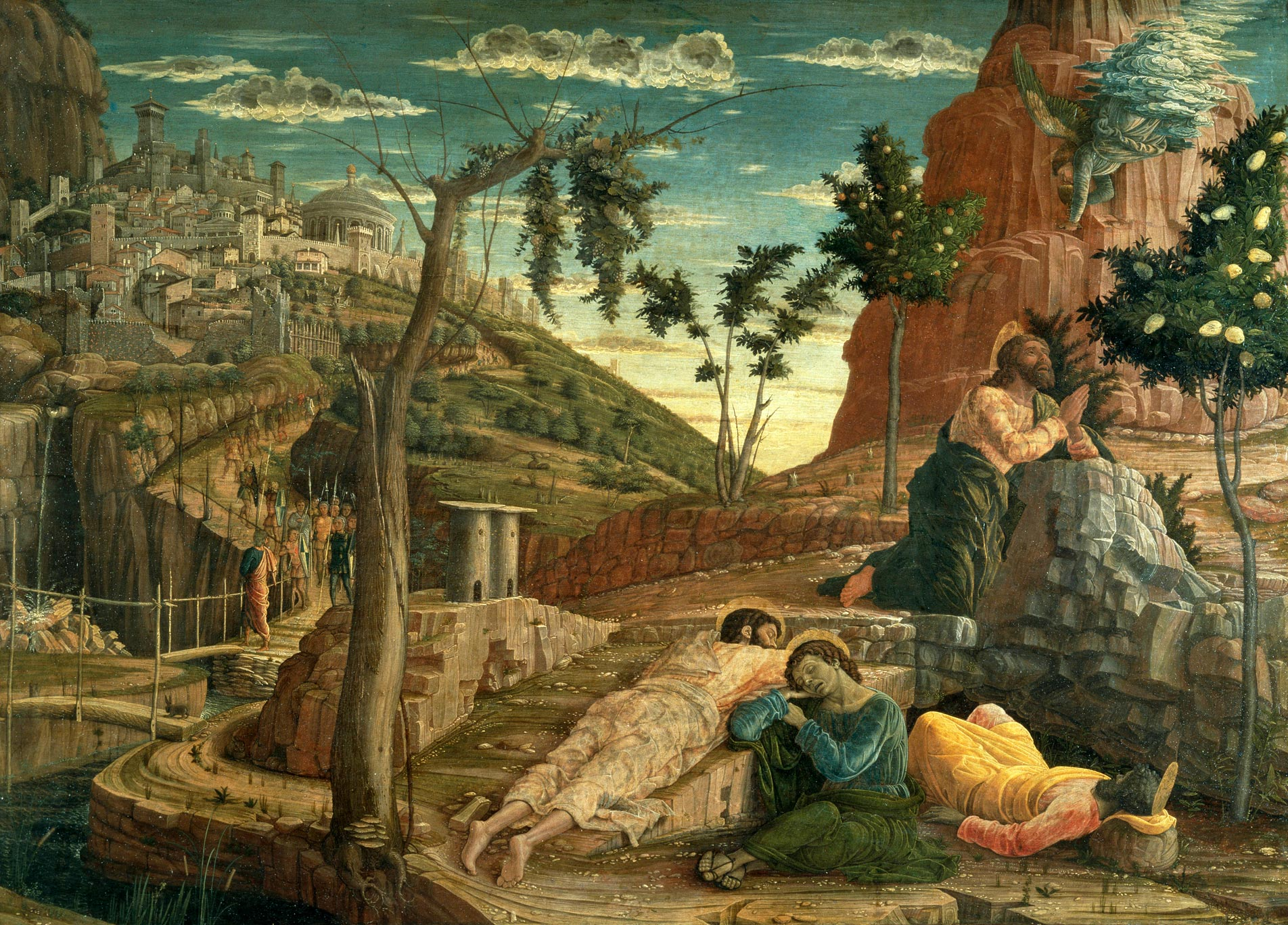
《耶稣在橄榄园》，安德烈亚·曼特尼亚，1459
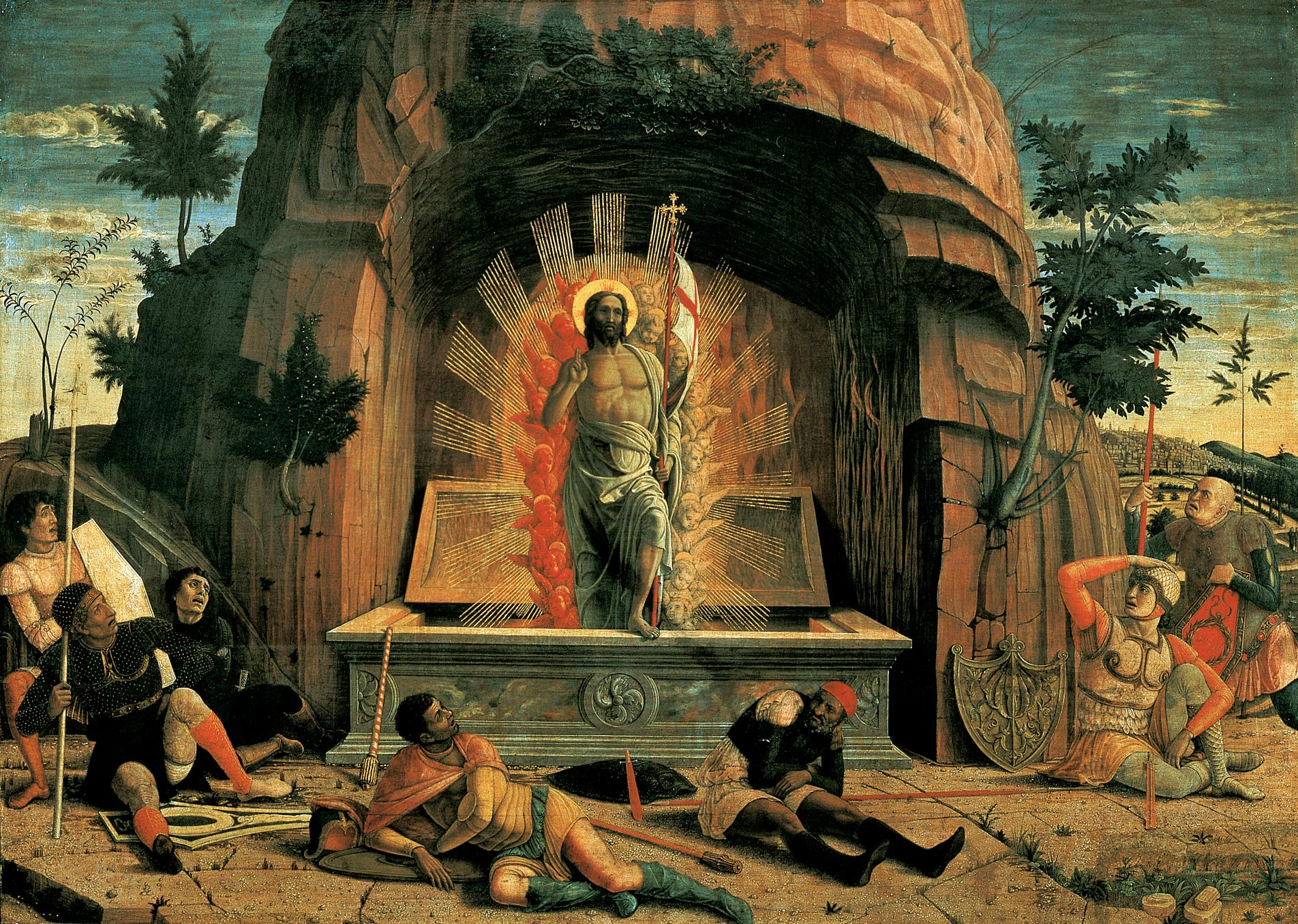
《复活》，安德烈亚·曼特尼亚，1459
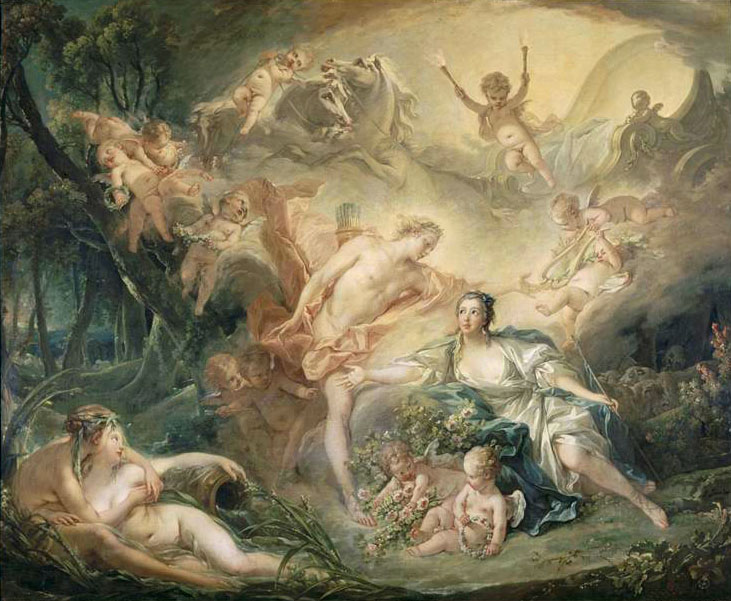
《阿波罗在牧羊女面前暴露神性》，弗朗索瓦·布歇，1750